# Csörgő Tibor
Csörgő Tibor magyar ornitológus, ökológus, biológus, egyetemi oktató, az Ócsai Tájvédelmi Körzetben működő madárvárta „atyja”, a létesítményt 1992 óta fenntartó Ócsai Madárvárta Egyesület vezetője. Az ELTE Anatómiai, Sejt- és Fejlődésbiológiai Tanszékén tudományos főmunkatárs, valamint közreműködő kutató az MTA és a BCE azon kutatócsoportjában, amely az élővilágnak a klímaváltozáshoz való alkalmazkodását vizsgálja. Főbb kutatási területei a madárvonulás, a közösségszerkezet, a madárfajok urbanizációja, a vedlés és a természetvédelmi ökológia.

## Élete
Az 1950-es évek derekán született és már kisgyerekként a természet iránt fordult az érdeklődése. Nyolcadik osztályos általános iskolás korában kapta meg első távcsövét, épp abban az időszakban, amikor megjelent Magyarországon az első komoly, nyugati madárhatározó szakkönyv, a Peterson–Mountfort–Hollom szerzőhármas által jegyzett Európa madarai első magyar kiadása. 1973-ban érettségizett, és azon a nyáron már a dinnyési madárgyűrűző táborban töltötte szabad ideje nagy részét. Ugyanabban az évben indult meg sok kedvező – részben azóta is tartó – folyamat a hazai madárvonulás-kutatásban, a legkorábbi Actio Hungarica gyűrűzőtábor-sorozatok is azokban az években vették kezdetüket; ezek többségében Csörgő Tibor ugyancsak részt vett.
Közben megkezdte egyetemi tanulmányait Szegeden, biológia-kémia szakon, de szakdolgozatát, majd később a doktori dolgozatát is a dinnyési tábor eredményeiből írta. Diplomázás után tudományos segédmunkatársként kezdhette meg a pályáját az ELTE TTK Állatrendszertani Tanszékén. Egy évvel később átkerült az Állatszervezettan Tanszék állományába, ahol hosszú időn keresztül dolgozott anatómia oktatóként, gyakorlatvezetőként.

### AzÓcsai Madárvártavezetőjeként
Csörgő Tibor az 1970-es évek közepétől szervezett madárgyűrűző táborokat a Velencei-tó melletti dinnyési nádasokban; balszerencséjére azonban a tábor kutatási területe "összeért" az Apró Antal közvetlen érdekkörébe tartozó vadásztársaság területével. Emiatt az 1980-as évek elejére rendszeressé vált a táborozók indokolatlan hatósági zaklatása, ami elől menekülve Csörgő jobb híján új helyet keresett.
Szerencsés fejlemény volt, hogy 1981-ben megbízást kapott arra, hogy gyűjtsön ritka rovarokat – tegzeseket, kérészeket – az elvileg már 1975 óta védett, de valójában alig ismert ócsai turjánvidéken, illetve próbáljon meg képet alkotni a helyi madárvilágról. Bár akkor járt a területen először, egyből beleszeretett a helybe, dacára annak, hogy az akkori látvány még nagyon lehangoló volt – rozsdás kisvasúti sínek húzódtak szerte a területen, az 1950-es évek elején itt megkezdett, majd fel is hagyott tőzegbányászat emlékeként, és sok helyütt szemétdombok éktelenkedtek.
Miután azonban a térségben épp akkor épült az 5-ös út, volt a közelben vízvezeték és elektromos áram is, ezek együtt már lehetővé tették egy madárvárta létesítését a terület északnyugati csücske közelében. Első körben, 1983-tól száraz sátorhelyeket alakítottak ki a szeméthalmok földdel való lefedésével, majd kutat fúrattak, aztán apránként felépültek a létesítmény első olyan építményei, amik már szállásként is szolgálhattak. Később épült fel a madárvárta háromszintes tornya, mely alvó- és tárolóhelyként is funkcionálhatott, felső szintjét pedig kilátóként is hasznosíthatták.
Az azóta eltelt több mint három évtizedes időszakban a madárvárta ezerszám látta vendégül a terület élővilága iránt érdeklődő diákokat és kutatókat. A madárvártához tartozó tanösvény 1,2 kilométernyi, állandó helyen kihelyezett hálósort is magában foglal, ami egyetemi képzési és kutatóhely is. Az itt dolgozó szakemberek 1992 óta egyesületet is működtetnek, Ócsai Madárvárta Egyesület néven, az alapításkor 18 fővel indult, azóta több száz tagot tagúra duzzadt szervezet munkáját Csörgő Tibor mellett több egyetem és kutatóhely szakemberei irányítják.

## Főbb publikációi
- Lőw P. – Sass M. – Csörgő T. – Török J. 1989. Biochemical investigation of the Rana esculenta complex in Kis-Balaton Nature Reserve, Hungary. – Acta Biologica Hungarica 40: 137-144.
- Sasvári L. – Csörgő T. 1989. Responses of bird species to vegetation structure in central-european original and secondary habitats. – Ekologia 262: 239-262.
- Báldi A. – Csörgő T. 1994. Influence of age and dominance status of male and female Great tits on laying date, clutch size and egg dimension. – Acta Zoologica Academiae Scientiarum Hungaricae 40: 99-109.
- Báldi A. – Csörgő T. 1995. Winter territoriality and pairbond in the Great tit (Parus maior): analysis of the spatial arrangement of roosting birds. – Acta Zoologica Academiae Scientiarum Hungaricae 40: 359-367.
- Sasvári L. – Csörgő T. – Hahn I. 1995. Bird nest predation and breeding density in primodial and man-made habitats. – Folia Zoologica 44 (4): 305-314.
- Csörgő T. – Karcza Zs. – Palkó S. 1998. Using long-term bird banding data in bird community monitoring. – Ostrich Suppl. D06, 22nd International Ornithological Congress, Durban, South Africa
- Csörgő, T. – Karcza, Zs. Palkó, S. 2000. Usage of long-term birdringing database for monitoring. – pages 383-385. in R.Field, R J Warren, H. Okarma and P. R. Sievert, editors. Wildlife, land and people: priorities for the 21st century. Proceeding of the Second International Wildlife Management Congress The Wildlife Society, Bethesda, Maryland, USA
- Sasvári L. – Hegyi Z. – Csörgő T. – Hahn I. 2000. Age-dependent diet change, parental care and reproductive cost in tawny owls Strix aluco. – Acta Oecologia 21 (4-5): 267-275.
- Csörgő T. 1983. Nádirigó (Acrocephalus arundinaceus) és cserregő nádiposzáta (Acrocephalus scirpaceus) populációk táplálkozási-niche vizsgálata. – Puszta 1/10: 80-87.
- Csörgő T. – Lövei G. 1986. Egy fészkelő csilp-csalp füzike (Phylloscopus collybita) populáció szárnyalakjának jellemzése. – MME II. Tudományos Ülése, Szeged: 55-159.
- Csörgő T. – Miklay Gy. – Czeglédi Zs. 1991. Honnan származnak az ősszel átvonuló csilp-csalp füzikék (Phylloscopus collybita)? – MME III. Tudományos Ülése, Szombathely: 123-131.
- Csörgő T. – Ujhelyi P. 1991. A nádiposzáta fajok (Acrocephalus spp.) eltérő vonulási stratégiája a külföldi visszafogások tükrében. – MME III. Tudományos Ülése, Szombathely: 111-122.
- Csörgő T – Karcza Zs. 1998. A kerti poszáta (Sylvia borin) vonulása. – MME IV. Tudományos Ülése, Nyíregyháza 137-145.
- Csörgő T. – Halmos G. 2002. Átkelés a Mediterraneumon – Pihenőhelyek szerepe a madárvonulásban. – Állattani Közlemények 87: 165-177.
- Csörgő T. – Karcza Zs. – Halmos G. 2003. Énekesmadarak monitoringja az Ócsai Tájvédelmi Körzetben.- Természetvédelmi Közlemények 11:
- Csörgő Tibor (szerk.) · Karcza Zsolt (szerk.) · Halmos Gergő (szerk.) · Magyar Gábor (szerk.) · Gyurácz József (szerk.) · Szép Tibor (szerk.) · Bankovics Attila (szerk.) · Schmidt András (szerk.) · Schmidt Egon (szerk.): Magyar madárvonulási atlasz. Kossuth, Budapest, 2009, ISBN 9789630958653

## Díjai, elismerései
- Chernel István-emlékérem (1989)
- A Magyar Madártani és Természetvédelmi Egyesület örökös tagja (1999)
- Petényi Salamon János-emlékérem (2004)
- Keve András-díj (2014)